# ميريت إل. كامبل
ميريت إل. كامبل (بالإنجليزية: Merritt L. Campbell)‏ هو شخصية أعمال وسياسي أمريكي، ولد في 26 مارس 1864، وتوفي في 11 أكتوبر 1915. انتخب عضو جمعية ولاية ويسكونسن.